# Zeekraalzandvleugeltje
Het zeekraalzandvleugeltje (Scrobipalpa salinella) is een vlinder uit de familie tastermotten (Gelechiidae). De wetenschappelijke naam is voor het eerst geldig gepubliceerd in 1847 door Zeller.
De soort komt voor in Europa.